# Casperia
Casperia är en ort och kommun i provinsen Rieti i regionen Lazio i Italien. Kommunen hade 1 250 invånare (2018).